# 审判
- 關於弗兰兹·卡夫卡的小说，請見「审判 (小说)」。
- 關於明朝的官职，請見「审理 (官职)」。
- 關於宗教论述末世之日的审判，請見「大審判」。

審判（英語：trial）一般指經由社會所認可的組織来確認個人或團體行為之效果及責任的過程。在不同社會中，審判的根據即有所不同，例如在法治社會，審判通常由司法機關依照法律進行，也依照法律所來決定結果；除此之外，審判也可能依照神諭、預言或是宗教典籍，甚至是根據當事人的身分而作出。